# Лолашвілі Отарі Ілліч
Отарі (Отар) Ілліч Лолашвілі (29 жовтня 1924, тепер Грузія — ?) — грузинський радянський державний діяч, 1-й секретар Тбіліського міського комітету КП Грузії. Депутат Верховної ради Грузинської РСР 5—6-го і 9—10-го скликань. Депутат Верховної Ради СРСР 7—8-го скликань.

## Життєпис
Трудову діяльність розпочав механізатором. З 1943 року — санітарний інструктор на Закавказькій залізниці.
Член ВКП(б) з 1946 року.
У 1949 році закінчив Грузинський політехнічний інститут імені Кірова в Тбілісі.
У 1949—1960 роках — інструктор, завідувач відділу районного комітету КП(б) Грузії; інструктор, заступник завідувача відділу Тбіліського обласного комітету КП(б) Грузії; секретар, 2-й секретар Жовтневого районного комітету КП Грузії міста Тбілісі; секретар партійного комітету Ради народного господарства Грузинської РСР.
Закінчив Вищу партійну школу при ЦК КПРС у Москві.
У 1960—1963 роках — 1-й секретар Жовтневого районного комітету КП Грузії міста Тбілісі; завідувач відділу ЦК КП Грузії.
У 1963—1965 роках — 2-й секретар Тбіліського міського комітету КП Грузії.
У 1965—1972 роках — 1-й секретар Тбіліського міського комітету КП Грузії.
З 24 липня 1972 року — міністр промисловості будівельних матеріалів Грузинської РСР.
Помер після 1983 року.

## Нагороди
- орден Леніна (2.04.1966)
- два ордени Трудового Червоного Прапора (19.03.1981)
- медалі